# 빨간머리앤 (가수)
빨간머리앤(1983년 3월 13일 ~ )은 대한민국의 가수이자 작곡가이다. 2004년 유재하 가요제 금상 출신으로, 2010년부터 현재까지 싱어송라이터, Kpop 작사, 작곡가로 활동하고 있다. 본명은 박은주이다.

## 학력
- 명지전문대학 실용음악과

## 음반
- 《싱글와이프 OST Part.2》 (2017년)
- 《세상 참 넓구나》 (2017년)
- 《Single Life》 (2016년)
- 《10월의 스페인은 어떨까》 (2015년)
- 《눈 내리는 겨울》 (2013년)
- 《동화속에 공주처럼 사랑이 오나봐》 (2013년)
- 《정말 널 사랑하나봐》 (2013년)
- 《생각나 자꾸 니가》 (2013년)
- 《내사랑 바로 너라서》 (2013년)
- 《화양연화 (花樣年華)》 (2012년)
- 《청춘불패》 (2012년)
- 《이렇게 좋은 날이야》 (2012년)

### 참여 음반
- 《이지스 - 1집 Ezis 1st》 (2012년)
- 《MJ - 로켓탄 콜라보 Vol.1》 (2011년)
- 《성은 - 뚜루두뚜》 (2010년)
- 《성은 - 사랑병》 (2010년)
- 《성은 - 너 하나만》 (2010년)